# 余瓚 (正統進士)
余瓚（1412年—？），字世用，江西饒州府德興縣人，民籍。明朝政治人物。進士出身。

## 生平
江西鄉試第二十五名。正統七年（1442年）壬戌科會試第六十九名，殿試登進士第二甲第十八名。

## 家族
曾祖父余正卿，曾任元本府儒學教授。祖父余叔通，曾任新城縣河泊所大使。父亲余瑗，曾任長寧縣學教諭。